# Murazzi (Venezia)

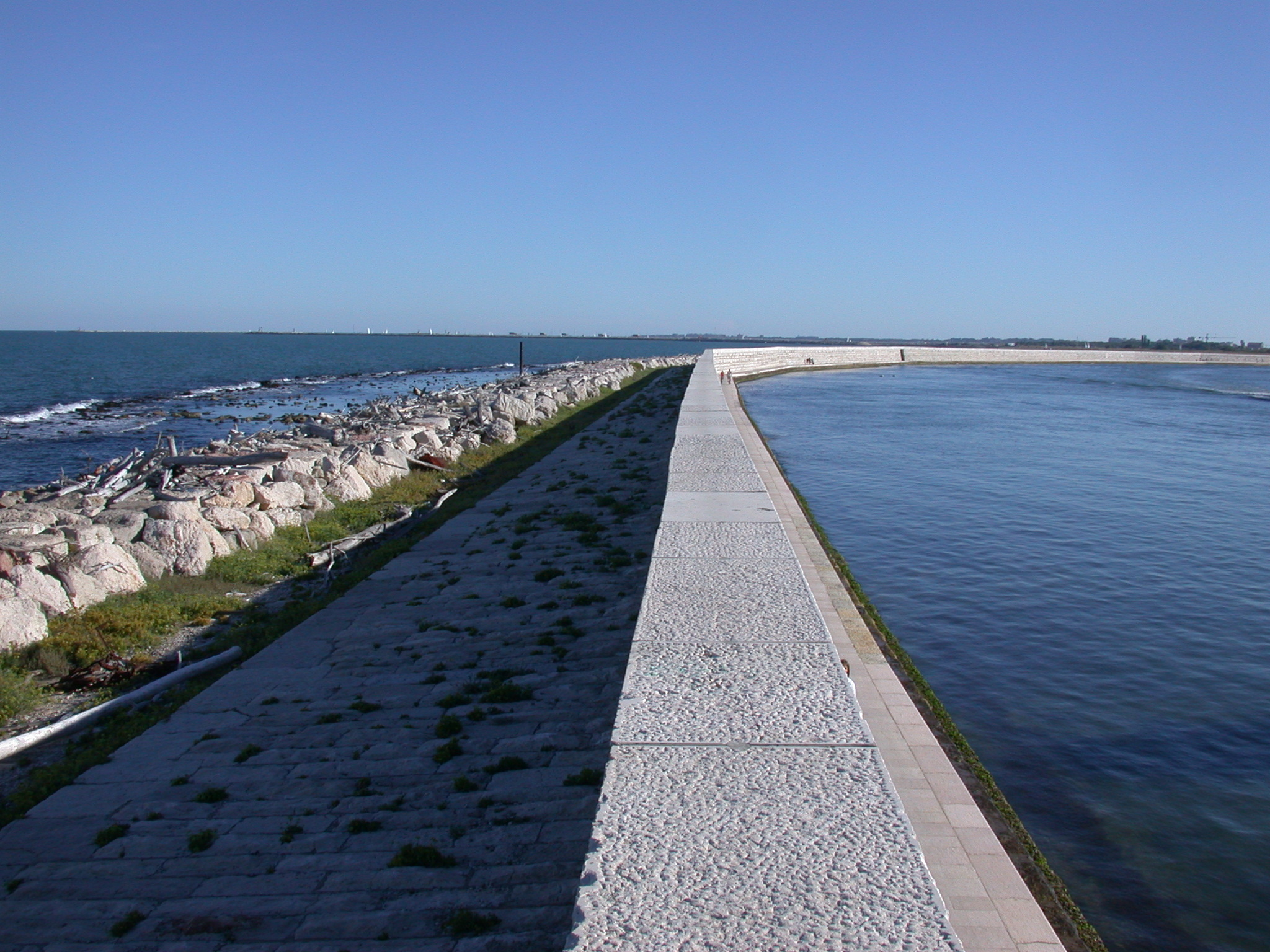
I Murazzi fra Pellestrina e Ca'Roman, a sinistra il mare Adriatico, a destra la laguna di Venezia

I murazzi (muràssi o muràsi in veneto) sono un'imponente diga in pietra d'Istria, costruita dalla Repubblica di Venezia per difendere gli argini della laguna dall'erosione del mare. Andarono a sostituire le precedenti palade, delle palafitte riempite di sassi, la cui durata era assai breve.

## Descrizione
Sono divisi in tre parti: una, sull'isola del Lido, inizia a Ca' Bianca e finisce dopo circa 5 km in prossimità degli Alberoni; una seconda, sull'isola di Pellestrina, inizia a Santa Maria del Mare e termina dopo 10 km nei pressi di Ca' Roman; una terza, nel litorale di Sottomarina, inizia dal Forte San Felice e finisce, dopo circa 1255 metri, al centro di Sottomarina Vecchia (parzialmente deturpati, non svolgono alcuna funzione di difesa, in quanto seminterrati da dune di sabbia e vegetazione a nord e dalla cementificazione urbana a sud per effetto del progressivo ripascimento del litorale). A Sottomarina quest'ultimo murazzo un tempo continuava per altri 570 metri ed era costituito di argini e muri, ma ora è completamente demolito e ne è parziale testimonianza un marciapiede marmoreo. Nella zona fra Pellestrina e Ca' Roman, il mare Adriatico e la laguna di Venezia sono separati praticamente solo da questa diga.

## Storia

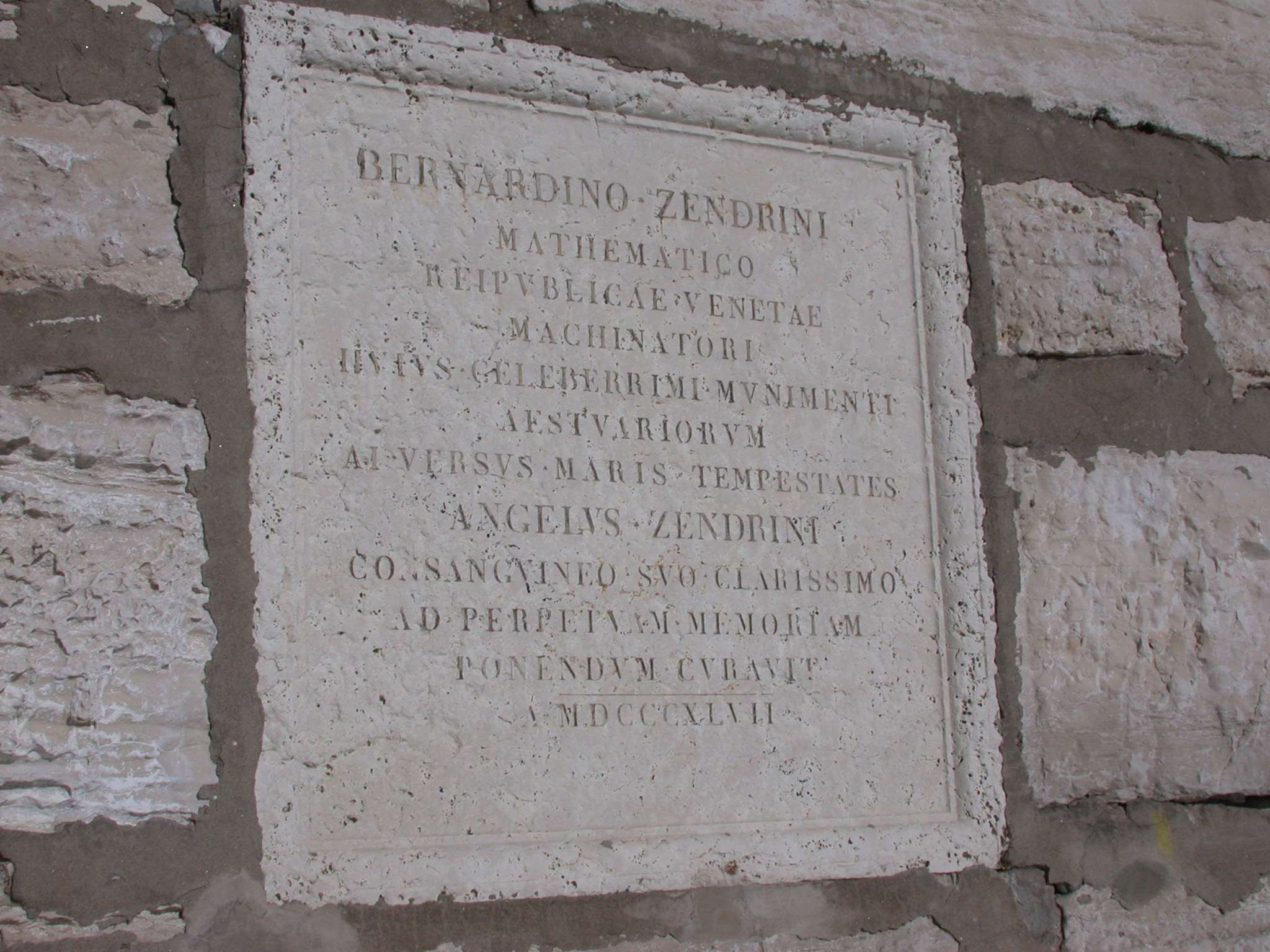
La lapide in ricordo di Bernardino Zendrini

L'ideazione di quest'opera fu di padre Vincenzo Coronelli e risale al 1716. La costruzione venne seguita da Bernardino Zendrini e, iniziata nel 1744, fu completata nel 1782.
Vennero danneggiati dalle mareggiate nel 1825 e soprattutto il 4 novembre 1966, quando il loro cedimento fu una delle cause dell'eccezionale acqua alta, che sommerse la città di Venezia. Recentemente sono stati integrati con una serie di pennelli frangiflutti, posti perpendicolarmente all'opera principale, il cui scopo è favorire la formazione di bassifondi e di  tratti di spiaggia.